# 生物降解聚合物

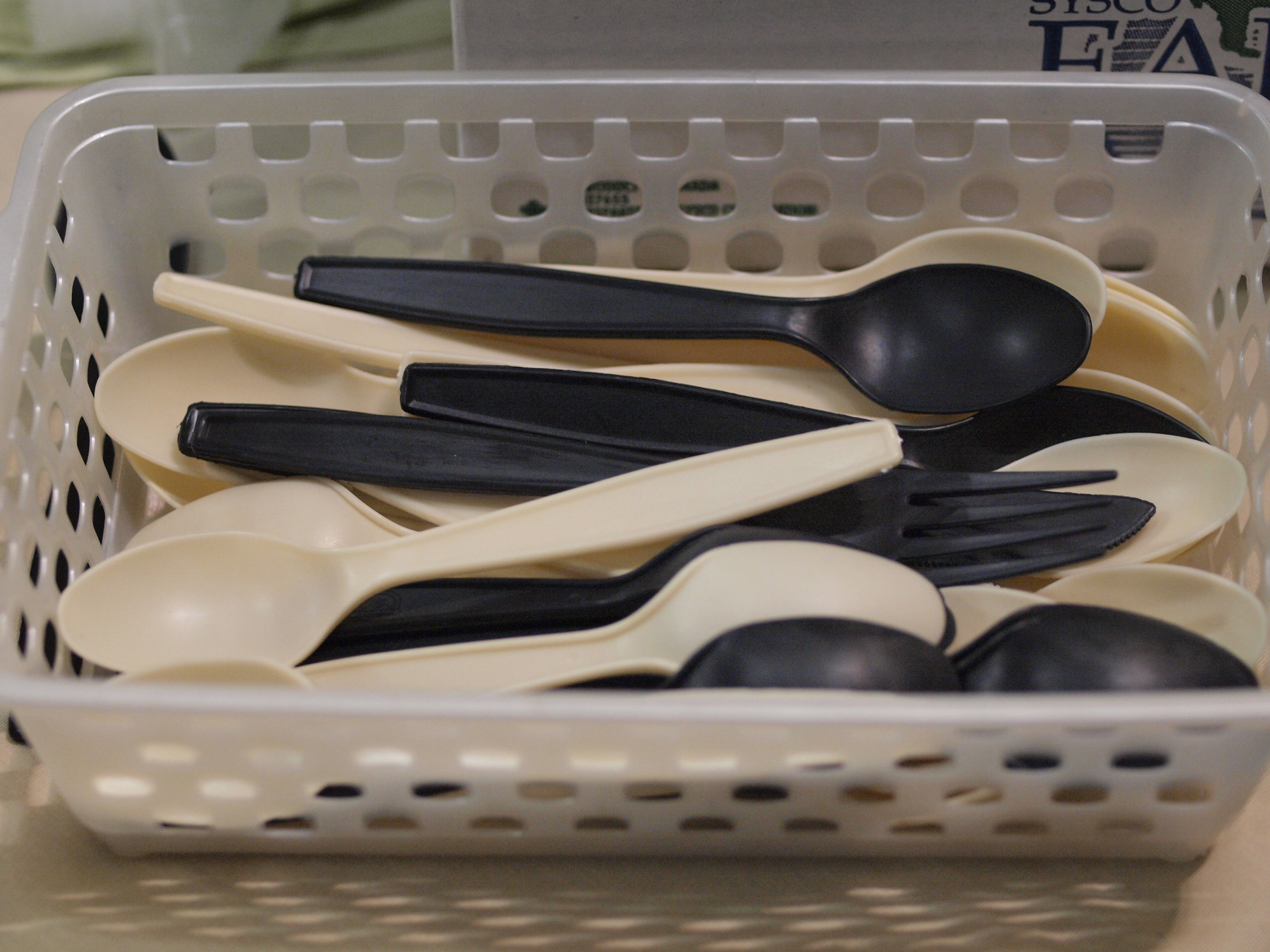
生物降解塑料餐具

生物降解聚合物（也称生物降解高分子）是指在使用之后，可降解的聚合物。在降解过程中，它的主要产物是气体（如二氧化碳CO₂、氮气N₂），水，生物质和无机盐。 生物降解聚合物可由天然形成或人工合成。它们主要由酯、酰胺和醚官能团组成。生物降解聚合物的特定结构决定了其特性和机理。这些聚合物一般通过缩合反应、开环聚合和金属催化剂等方式合成。生物降解聚合物的例子很多和应用极为广泛。 

## 历史
生物可降解聚合物由来已久，且许多都是天然产物。我们不能追溯它们的发现及使用的精确时间，而我们已知的生物可降解聚合物最早的用途之一是医药的羊肠线缝合，其历史至少可追溯至公元100年。第一条肠缝线由绵羊的肠制成，而现今的肠缝线是从牛，绵羊或山羊的小肠提取的纯胶原蛋白制成的。
合成生物可降解塑料和聚合物的概念在20世纪80年代首次提出。 1992年，生物可降解聚合物的领军人物们举行了一次国际会议，讨论了生物可降解聚合物的定义，标准，以及检验规程。此外，美国材料与试验协会（ASTM）和国际标准化组织（ISO）也成立了相关监管机构。 随着大型服装和百货连锁店的持续推广，生物可降解塑料袋在2010年底得到了广泛使用。2012年，美国康奈尔大学（Cornell University）的杰弗里•科茨教授 ( Prof. Geoffrey Coates) 获得了美国总统绿色化学挑战奖，生物可降解聚合物也引起了多方关注。截至2013年，生物可降解聚合物制成的塑料在塑料市场的占比达到了5%~10%。

## 结构和特性
生物可降解聚合物的结构在其特性中发挥了重要作用。生物可降解聚合物的数目很多，無論是合成的或是天然的，它们之间都有一些共同特性。
结構
生物可降解聚合物往往由酯、酰胺或醚基组成。在一般情况下，生物可降解聚合物可依據結構分为两大类。一类是农业聚合物，或那些衍生自生物质的聚合物[1]。另一类由生物聚酯组成（生物聚酯来源于微生物，或由天然单体或合成单体所合成）。
农业聚合物包括多糖（如来自土豆、木材中的淀粉）、蛋白质（如动物乳清或来源于植物的谷蛋白）[1]。多糖由糖苷键（糖苷键—由半糖半缩醛与醇类通过失水缩合而成）组成。蛋白质是由包含各种官能团的氨基酸构成的[8]。这些氨基酸通过肽键重新聚合在一起，肽键是由氨基酸之间的缩合反应形成的酰胺官能团组成。[8]。生物聚酯的实例包括聚羟基丁酸酯和聚乳酸[1]。
特性
尽管生物可降解聚合物应用广泛，但是它们往往会有一些共同特性。所有的生物可降解聚合物在其特定应用时应该是足够稳定和耐用，而在处置它们时应该很容易分解[6]。聚合物，特别是生物可降解聚合物，具有极强的难以分解的碳骨架，这种结构往往需要从端基开始降解。由于从端基开始降解，生物可降解聚合物常常有高比表面，使得它更容易接触到（诱其降解的）化学物质、光照或微生物[2]。生物可降解聚合物通常具有极少的支链，因为这种交联往往会降低每单位重量的端基数量。因为结晶度也会抑制端基接近诱其降解的物质。根据如上所述，很容易推断出可降解聚合物应该具有低的聚合度，以便更多的端基与降解剂接触发生反应。亲水性是这些聚合物的另一个共性[2]。如果水溶性酶难于接触到聚合物，疏水性聚合物和端基就会阻碍其与酶发生相互作用。
医疗用途的生物可降解聚合物的其它共性包括：
1、无毒；
2、降解之前，能够保持良好的机械完整性；
3、降解率可控[9]。
医疗用途的生物可降解聚合物不能引发免疫反应，且降解产物必须无毒。当生物可降解聚合物用于给药时，这些特点很重要：给药过程中的关键是药物随着时间缓慢释放进入人体，而不是一次性的释放，且在人服用前-药物在药丸内是稳定的[9]。控制降解速率的因素包括：1）结晶度；2）分子量； 3）疏水性。聚合物在体内所处的位置决定了其降解速率，比如PH值、酶浓度和水量等聚合物周围的环境因素就可以影响到聚合物的降解速率[9]。

## 合成
生物可降解聚合物中研究最多且最重要之一的是聚酯。有很多种方法可以合成聚酯，其中包括：醇和酸的直接缩合、开环聚合（ROP）和金属催化的聚合反应[10]。通过酸醇缩合的递进聚合反应有一个很大缺点：为了促进平衡反应的正向反应，需要持续不断地去除系统中的水分[11]。这会使得反应条件苛刻和反应时间也长，从而导致了宽分散度。多种原料可用于合成聚酯，而原料中的各种不同的单体类型赋予了最终聚合物链不同的特征和性质。环状二聚体乙醇酸或乳酸的开环聚合构成α羟基酸，然后聚合成聚（α - 酯）[11]。包括锡、锌和铝的化合物在内的多种有机金属催化剂可用于聚酯的聚合反应。最常见的是酸亚锡(辛酸锡(II)，已被美国食品药品监督管理局批准为食品添加剂，但作为锡催化剂而用于生物可降解聚合物（生物医学用途）的合成方面也广受关注。聚（β - 酯）和聚（γ-酯）的合成可以通过类似于开环聚合或聚（γ-酯）缩合反应的方式来进行。无金属工艺的发展也在探索中，包括在生成聚酯的过程中使用细菌或酶催化的工艺[12][13]。上述这些反应得益于都有位置选择性和立体定向性，但是受限于细菌和酶的高成本、长久的反应时间和低分子量的产品。
在合成生物可降解聚合物的科研和工业化应用中，聚酯占据举足轻重的位置，同时，其它类聚合物的研究也得以促进。聚酐在给药研究中的应用也成为非常活跃的领域，因为它们只从表面降解，所以能以恒定的速率释放所携带的药物[10]。聚酐的合成方法多种多样,这些方法（包括缩合，脱氯化氢，耦合和开环聚合）也被用于合成其它聚合物。聚氨酯和聚（酯酰胺）被用于生物材料[15]。人们最初使用聚氨酯是因为它具有生物相容性、耐用性和韧性，但最近研究较多的却是它的生物降解性能。聚氨酯典型地由二异氰酸酯，二醇，和聚合物扩链剂合成。初始反应是在二异氰酸酯和二醇之间进行，其中二异氰酸酯过量，以确保新的聚合物链的端部形成异氰酸酯基团。然后这种聚合物可以和二醇反应形成聚氨酯；或与二胺反应形成聚氨酯脲基团。端部基团的选择会影响所得到的聚合物的性能。此外，在形成聚氨酯的反应中使用植物油和生物质，以及聚氨酯到多元醇的转化，也是目前非常活跃的研究领域。

## 应用和使用
生物可降解聚合物对于包括医药、农业和包装等很多领域都有着重大意义。其中药物的传输与释放是生物可降解聚合物中最为活跃的研究领域之一。
医疗
生物可降解聚合物在生物医学领域具有广泛的用途，特别是在组织工程和给药领域[10][18]。为了将生物可降解聚合物用于医疗，它必须满足若干标准：1）为了消除身体的异物反应，它必须是无毒的; 2）聚合物降解所花费时间正比于治疗所需时间; 3）降解后的产品都没有细胞毒性，并且易于从体内消除; 4）该材料必须很容易加工，以便易于为需要的尺寸量身剪裁; 5）易于消毒; 6）具有可接受的贮存寿命[5][19]。
生物可降解聚合物在给药和纳米医疗领域引起了很大的关注。生物可降解给药系统的巨大好处是药物载体能够有效定位到身体的特定部位，并且降解成可以通过人体自然的代谢途径排出的无害物质[20]。该聚合物慢慢降解成更小的片段，释放出天然产物，并且可控制药物的释放。在聚合物降解的过程中，药物缓慢释放。例如，聚乳酸、聚（乳酸 - 共 - 乙醇酸）和聚（己内酯），这些都是可生物降解的，已被用于携带抗癌药物。药物被包封在聚合物中，并添加靶标剂，以降低药物对健康细胞的毒性。
生物可降解聚合物和生物材料对于组织工程和再生工程也具有重大的意义。组织工程就是借助人工材料实现再生组织的能力。完善的系统可用来在体外进行组织和细胞的生长或者使用生物可降解支架在体外构造新的结构和器官[21]。为此目的，生物可降解支架具有明显优势，因为它降低了免疫反应和异物排斥的风险。许多更先进的系统还不具备用于人类治疗的条件，但在动物实验的研究中表现出非常积极的效果。例如，在聚己内酯/聚乳酸支架上可以成功生长大鼠平滑肌组织。进一步的研究和发展可能使这种技术用于人类组织的替代，支持或增强[22]。组织工程的最终目标之一是从基本组织生成器官，如肾脏。使基本组织长成为一个功能性器官的过程需要一个支架，然后聚合物支架会降解，并安全地排出体外。有文献报道使用聚乙二醇酸和聚乳酸生成血管组织以治疗心脏病[23]。所述的支架可用于帮助创建未受损的动脉血管。
除了组织工程，生物可降解聚合物还用于整形外科，如骨和关节的置换，多种非生物降解的聚合物应用于整形外科，包括硅橡胶、聚乙烯、丙烯酸树脂、聚氨酯、聚丙烯和聚甲基丙烯酸甲酯[24]。多数这类聚合物的主要作用是作为固定假体和置换关节的生物相容性胶合剂。已经研发了较新的合成和天然的生物相容的生物可降解聚合物，包括聚乙交酯，聚乳酸，壳聚糖，透明质酸和水凝胶。特别是，聚（2-羟乙基甲基丙烯酸酯）、聚（乙二醇）、壳聚糖和透明质酸已经在软骨、韧带和肌腱修复中广泛使用。例如，聚（L-丙交酯）（PLA），商品名为Clearfix Mensical达特/螺杆，用来制造用于半月板修复的螺钉和飞镖[19]。聚乳酸是一种缓慢降解的聚合物，并且需要两年以上的时间降解和被人体吸收。
包装及材料
除了医疗领域，生物降解聚合物经常用于减少包装材料的浪费[5]。在用生物降解材料取代石化衍生材料的方面人们付出了极大的努力。包装材料最常用的聚合物之一是聚乳酸PLA[26]。聚乳酸产品具有几个优点，其中最重要的优点是可以通过加工方法得到需要的聚合物物理性质。 PLA是用于各种薄膜，包装材料和容器（包括瓶子和杯子）。 2002年，FDA裁定PLA用于食品包装方面是安全的[27]。降解塑料Ecoflex树脂和PLA混合体的应用之一是制备塑料薄膜：如购物袋或垃圾袋[28]。

## 著名实例
2012年美国总统绿色化学挑战奖
每年都会有数以百万吨的塑料从石油中产出。若干年后大部分的塑料将仍然停留在垃圾填埋场，或被弃置，给周围环境和动物的健康带来巨大风险[29]。然而，普通人的生活中不使用塑料是不切实际的。一种解决的办法就是使用生物可降解聚合物。这些聚合物具有独特的优势，就是随着时间的推移会可降解。杰弗里•科茨博士（Dr. Geoffrey Coates）引领了降解催化剂的研究领域，研制的催化剂不仅能有效生产出生物可降解聚合物，生产的聚合物还能吸收使全球变暖的温室气体二氧化碳，以及地面臭氧产生者一氧化碳[30]。这两种气体常常以高浓度的形态存在于或产生于农业废弃物，煤炭以及工业副产品中[31]。上述催化剂不仅能够利用这些常见的环境不友好的废气，不但选择性好，吸收废气的数量和频率也非常有效。这些催化剂已经由诺沃莫公司（Novomer Inc.) 用来制造聚碳酸酯，用以替代许多食品和饮料包装中的涂层酚甲烷（双酚A）。诺沃莫公司分析表明: 如广泛使用，这些生物可降解聚合物涂层不仅可以结合二氧化碳，更避免了每年数以百万吨二氧化碳的产生[31]。